# Baden Volleys SSC Karlsruhe
Die Baden Volleys SSC Karlsruhe (Eigenschreibweise BADEN VOLLEYS) sind die erste Volleyball-Männermannschaft des SSC Karlsruhe und spielen seit der Saison 2023/24 in der 1. Bundesliga. Auch die anderen Mannschaften der Volleyballabteilung des Vereins treten unter dem Namen Baden Volleys SSC Karlsruhe an.

## Bundesliga

### Mannschaft
Der Kader für die Saison 2025/26 besteht aus folgenden Spielern:
| Name                 | Nr. | Nation             | Größe  | Geburtsdatum  | Position | im Verein seit | Vertrag bis |
| -------------------- | --- | ------------------ | ------ | ------------- | -------- | -------------- | ----------- |
| Mika Ahmann          | 1   | Deutschland        | 1,84 m | 4. Nov. 2005  | L        | 2023           | 2026        |
| Nimo Benne           |     | Niederlande        | 2,03 m | 21. März 2000 | AA       | 2025           | 2026        |
| Alexander Benz       | 16  | Deutschland        | 1,90 m | 8. Nov. 1995  | U        | 2022           | 2026        |
| Jonathan Downs       |     | Vereinigte Staaten | 2,00 m | 3. Sep. 1995  | MB       | 2025           | 2026        |
| Lennart Heckel       | 10  | Deutschland        | 2,05 m | 4. Mai 2002   | MB       | 2024           | 2026        |
| Maximilian König     |     | Deutschland        | 2,01 m | 15. Jan. 2005 | MB       | 2025           | 2026        |
| Corey Mayotte        |     | Vereinigte Staaten | 1,91 m |               | AA       | 2025           | 2026        |
| John Obi             |     | Kanada             | 1,96 m | 17. März 2004 | D        | 2025           | 2026        |
| Karl Erik Pöhnitzsch |     | Deutschland        | 1,91 m | 8. Okt. 2001  | AA       | 2025           | 2026        |

Positionen: AA = Annahme/Außen, D = Diagonal, L = Libero, MB = Mittelblock, Z = Zuspiel, U = Universal
| Neuzugänge 2025      | Neuzugänge 2025            | Abgänge 2025        | Abgänge 2025           |
| Spieler              | bisheriger Verein          | Spieler             | neuer Verein           |
| -------------------- | -------------------------- | ------------------- | ---------------------- |
| Nimo Benne           | Fraser Valley University   | Lachlan Bray        | unbekannt              |
| Jonathan Downs       | AL Caudry Volley-Ball      | Jannik Brentel      | unbekannt              |
| Maximilian König     | VC Olympia Berlin          | Tobias Hosch        | WWK Volleys Herrsching |
| Corey Mayotte        | Loras College              | Maximilian Kersting | unbekannt              |
| John Obi             | Trinity Western University | Bastian Korreck     | WWK Volleys Herrsching |
| Karl Erik Pöhnitzsch | GSVE Delitzsch             | Felix Roos          | zweite Mannschaft      |
|                      |                            | Jens Sandmeier      | Karriereende           |
|                      |                            | Lucas Wenz          | unbekannt              |

Cheftrainer ist seit 2025 Guido Görtzen.

### Spielstätte

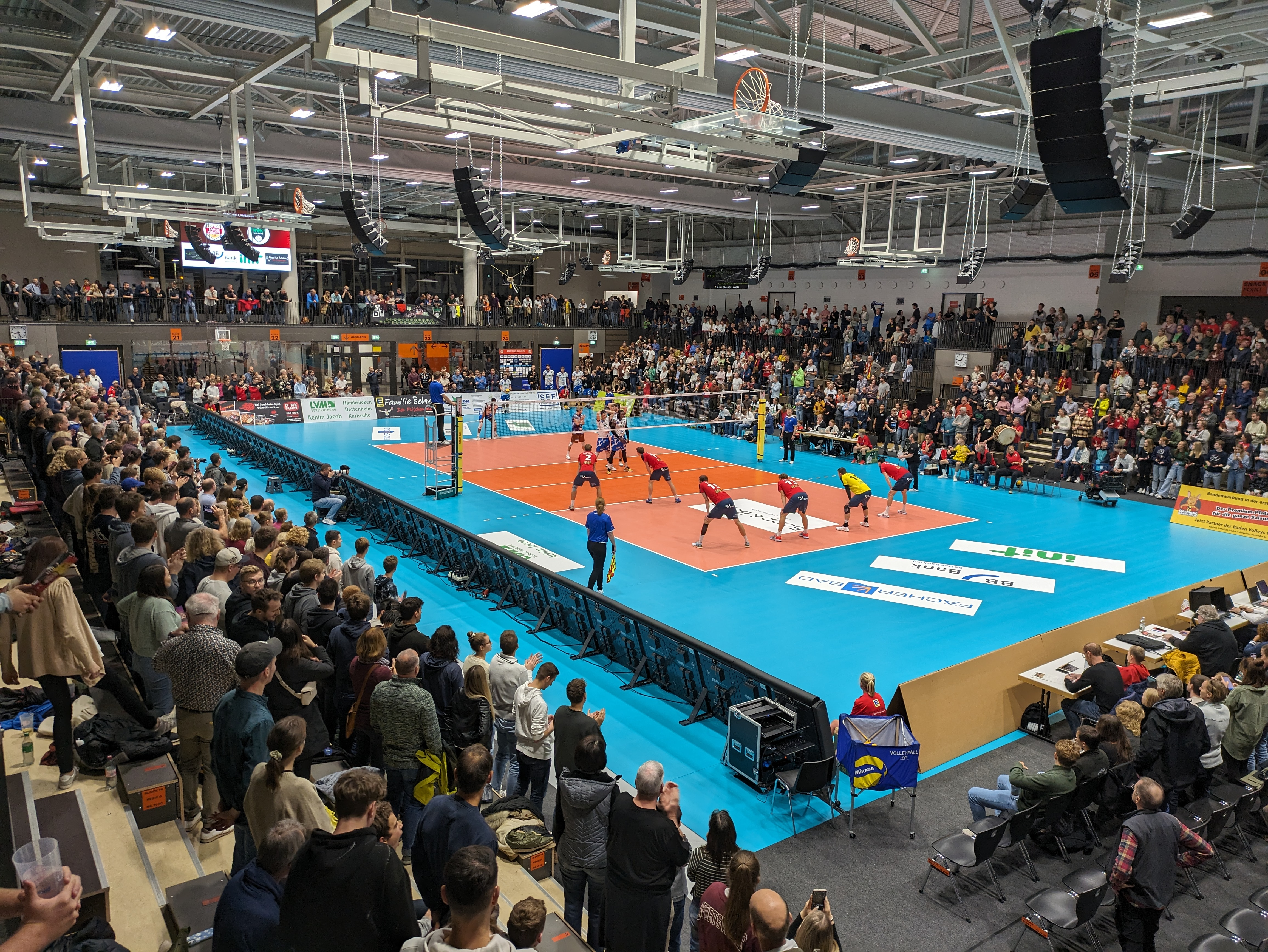
Heimspiel der Baden Volleys SSC Karlsruhe in der Lina-Radke-Halle

Seit dem Aufstieg in die 1. Volleyball-Bundesliga zur Saison 2023/24 werden die Heimspiele der Baden Volleys in der Lina-Radke-Halle ausgetragen. Sie fasst rund 1500 Zuschauer und wird auch für die Heimspiele der PS Karlsruhe Lions in der 2. Basketball Bundesliga genutzt. In der vorangegangenen Saisons fanden die Heimspiele in der 2. Volleyball-Bundesliga Süd in der Sporthalle des Otto-Hahn-Gymnasiums in der Karlsruher Waldstadt statt.

### Platzierungen 2015–2024
| Saison                                        | Liga              | Platz | DVV-Pokal    | Volleyball-Ligacup |
| --------------------------------------------- | ----------------- | ----- | ------------ | ------------------ |
| 2024/25                                       | Bundesliga        |       |              | 8. Platz           |
| 2023/24                                       | Bundesliga        | 8     | Achtelfinale | 5. Platz           |
| 2022/23                                       | 2. Bundesliga Süd | 1     | Achtelfinale | –                  |
| 2021/22                                       | 2. Bundesliga Süd | 1     | –            | –                  |
| 2020/21                                       | 2. Bundesliga Süd | 2     | –            | –                  |
| 2019/20                                       | 2. Bundesliga Süd | 2*    | Achtelfinale | –                  |
| 2018/19                                       | 2. Bundesliga Süd | 5     | –            | –                  |
| 2017/18                                       | 2. Bundesliga Süd | 9     | Achtelfinale | –                  |
| 2016/17                                       | Dritte Liga Süd   | 1     | Achtelfinale | –                  |
| 2015/16                                       | Dritte Liga Süd   | 2     | –            | –                  |
| * Saison aufgrund Corona-Pandemie abgebrochen |                   |       |              |                    |

## Geschichte
1968 wurde die Volleyballabteilung des SSC Karlsruhe gegründet. 2003 spielten die Frauen in der dritthöchsten Liga in Deutschland. Mit dem Übergang des Drittligaspielrechts der TuS Durmersheim an die Volleyball-Männer des SSC Karlsruhe 2015 startete das Entwicklungsprojekt der Volleyballabteilung, welches seit der Saison 2019/20 offiziell unter der Marke „BADEN VOLLEYS SSC Karlsruhe“ geführt wird.

## Frauen
In der Saison 2023/24 sind drei Frauenmannschaften für den Ligabetrieb gemeldet. Die erste und zweite Frauenmannschaft starten in der Landesliga, die dritte Mannschaft in der Bezirksklasse.

## Männer
Neben der Bundesligamannschaft sind fünf weitere Männermannschaften für den Ligabetrieb gemeldet. In der Saison 2023/24 spielt die zweite Männermannschaft Baden Volleys SSC Karlsruhe II in der Dritten Liga. Die dritte und vierte Mannschaft sind in der Verbandsliga gemeldet, die fünfte Mannschaft in der Landesliga und die sechste Mannschaft in der Bezirksliga.

## Mixed
Drei Mixedmannschaften starten in der Saison 2023/24 für die Baden Volleys SSC Karlsruhe. Die erste und zweite Mannschaft in der Verbandsliga und die dritte Mannschaft in der Bezirksliga.

## Beachvolleyball
Im Traugott-Bender-Sportpark finden sich vier Beachvolleyball-Felder. Die SSCler organisierten 2005 ein Kategorie-2-Turnier der Männer, 2014 ein Kategorie-2-Turnier der Frauen und 2019 ein gemeinsames Turnier im Rahmen der BaWü-Beach-Tour.